# The Bud Freeman All-Stars Featuring Shorty Baker
| Recensione | Giudizio |
| ---------- | -------- |
| AllMusic   |          |

The Bud Freeman All-Stars Featuring Shorty Baker è un album del sassofonista jazz statunitense Bud Freeman con il trombettista jazz Shorty Baker, pubblicato dall'etichetta discografica Swingville Records nel febbraio del 1961.

## Tracce

### LP
Lato A
1. I Let a Song Go Out of My Heart – 5:14 (testo: Irving Mills, Henry Nemo, John Redmond – musica: Duke Ellington)
2. S'posin' – 5:39 (testo: Andy Razaf – musica: Paul Denniker)
3. March On, March On – 4:45 (musica: Esmond Edwards)
4. Shorty's Blues – 4:42 (musica: Bud Freeman, Shorty Baker, Claude Hopkins)

Lato B
1. Love Me or Leave Me – 5:15 (testo: Gus Kahn – musica: Walter Donaldson)
2. Something to Remember You By – 5:37 (testo: Howard Dietz – musica: Arthur Schwartz)
3. Hector's Dance – 3:22 (musica: Bud Freeman, Shorty Baker, Claude Hopkins)
4. But Not for Me – 4:23 (musica: George Gershwin)

## Musicisti
- Bud Freeman – sassofono tenore
- Harold "Shorty" Baker – tromba
- Claude Hopkins – piano
- George Duvivier – contrabbasso
- J. C. Heard – batteria

Note aggiuntive
- Esmond Edwards – produttore, supervisore (non accreditato sull'album originale)[2]
- Registrazioni effettuate il 13 maggio 1960 al Van Gelder Studio di Englewood Cliffs, New Jersey (Stati Uniti)
- Rudy Van Gelder – ingegnere delle registrazioni
- Nat Hentoff – note retrocopertina album originale